# Maimai

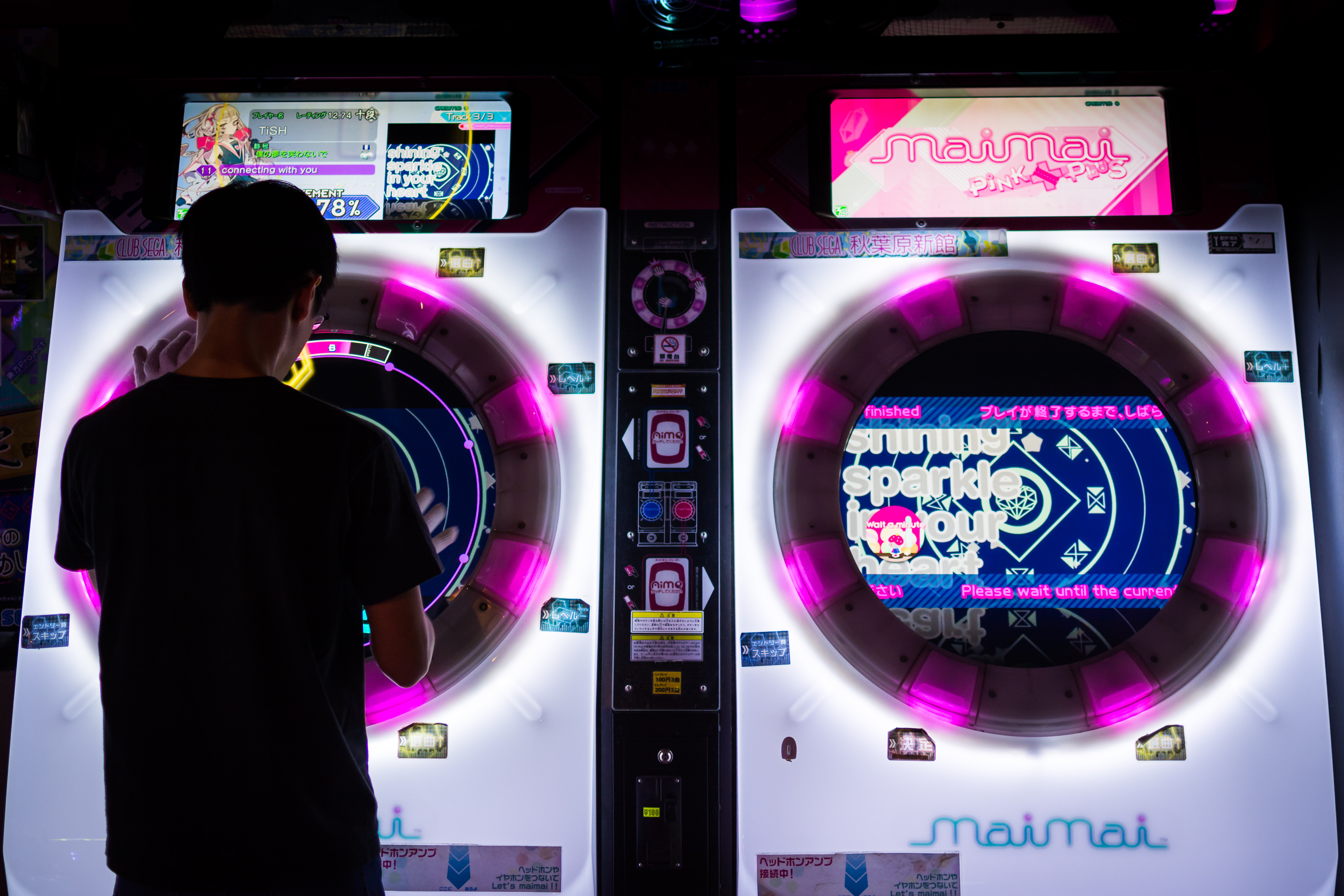
maimai PiNK 당시의 플레이 모습

maimai(마이마이)는 세가에서 제작한 아케이드 리듬게임으로 버튼과 터치스크린으로 게임을 진행한다. 이 게임은 1인 게임에서부터 시작해서 최대 동시 4명 플레이까지 지원한다. 1개의 기기로 2명이 플레이할 수 있지만, 2명이 개별적으로 플레이하는 것은 불가능하고 오로지 멀티 플레이만 가능하다. 기본적으로 3곡, 멀티 플레이시 4곡을 플레이할 수 있다. 4명이 플레이하려면 같은 네트워크에 2대 이상의 기기가 있어야 한다.
일본에 먼저 발매되고 이어 대만과 홍콩에 영어 버전이 발매되고 중국어 버전도 제작되어 중국 본토에 발매되었다. 한국에도 영어 버전으로 발매되었으나, 각종 애니메이션 곡 등이 저작권 문제로 삭제되어 발매되었다. maimai FiNALE를 끝으로 이 시리즈는 끝을 맺고, maimai DELUXE(DX)로 넘어가게 되었고, 후에 maimai DX BUDDiES로 업데이트되었으며 BUDDiES PLUS를 지나 현재 최신 버전은 maimai DX PRiSM이다.